# مانیلا گالنون

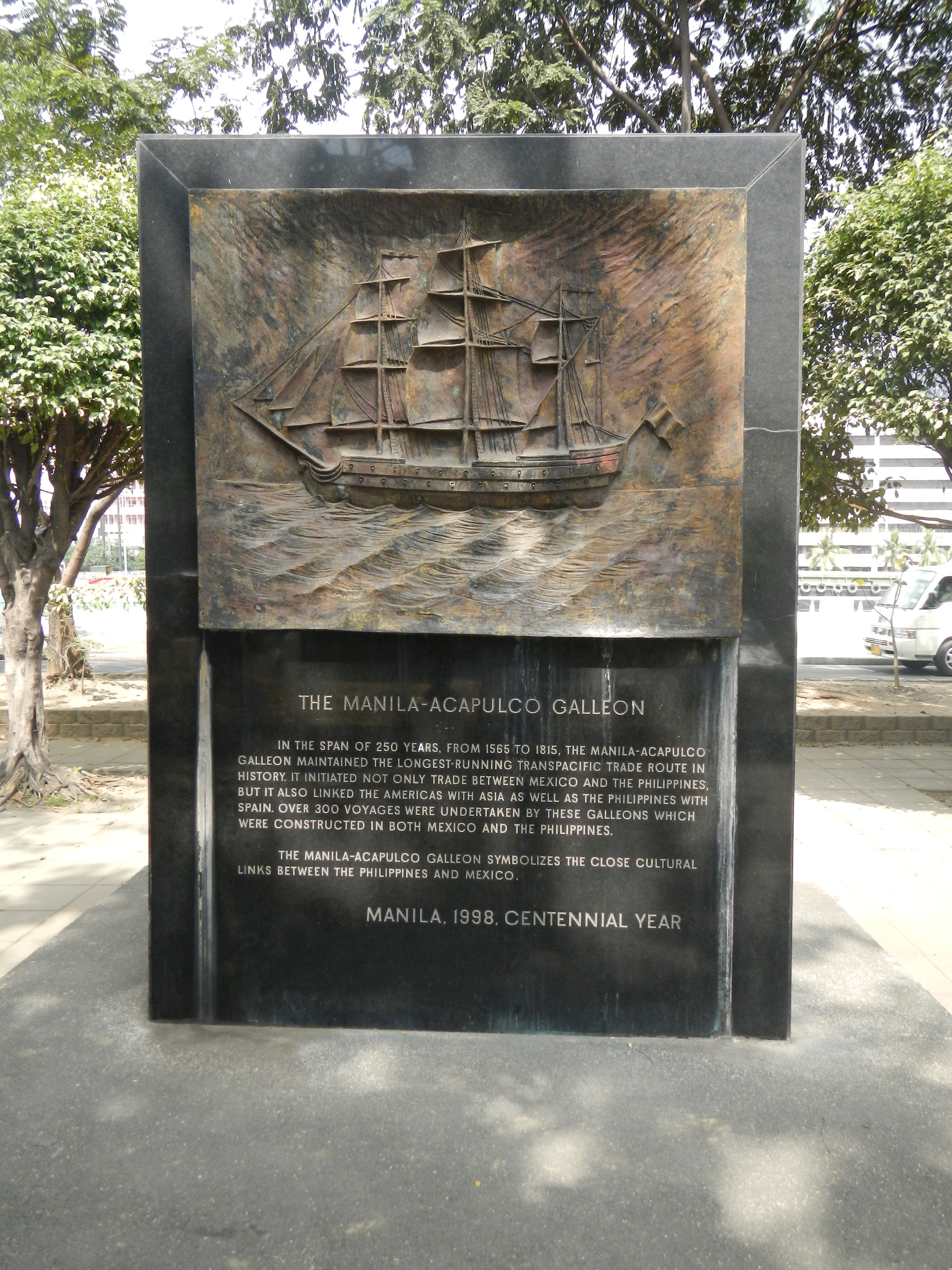

مانیلا گالنون (اسپانیایی: Galeón de Manila‎) به کشتی‌های بادبانی تاری متعلق به اسپانیا گفته می‌شود که یک یا دو بار در سال در سراسر اقیانوس آرام از بندر آکاپولکو، گوئررو (امروزی مکزیک) تا مانیل در فیلیپین که هر دو بخشی از اسپانیای نو بودند، در رفت‌وآمد بودند.